# 山鮫
山鮫（やまざめ）は日本に伝わる妖怪。山のなかに出現する存在として各地で語られていた。

## 概要
名前からわかるように、山に出るもの、サメのような悪魚だとされている点は共通しているが、はっきりした情報は多く残されていない。
福井県大野市の柿ヶ島では、滝ノ谷と呼ばれる場所に山鮫が住んでいたとされる。滝ノ谷でやぶを焼き畑して切り拓いたところ、突然に大きな池ができるという不思議な現象が起こった事があり、「山鮫のせいだ」と思った村人たちが農地にするのを辞めて、やぶに戻したところ、池は消えてなくなったという話が残されている。
兵庫県東粟倉村（現・美作市）では、夏になると山鮫がまれに出て来ると言われていたという。田んぼに出たので打ち殺した山鮫であると称された生物は、ウリのような楕円形で鱗があり、足はなかったという。博物学者の大上宇市は、これについて実在の有肺類の生物・プロトプテラス（肺魚の仲間）のような生物なのではないか――という雑録報告を寄せているが、捕獲されたものが山鮫とされて来たものであったのかの確証は特に示されておらず、想像の域を出ていない。

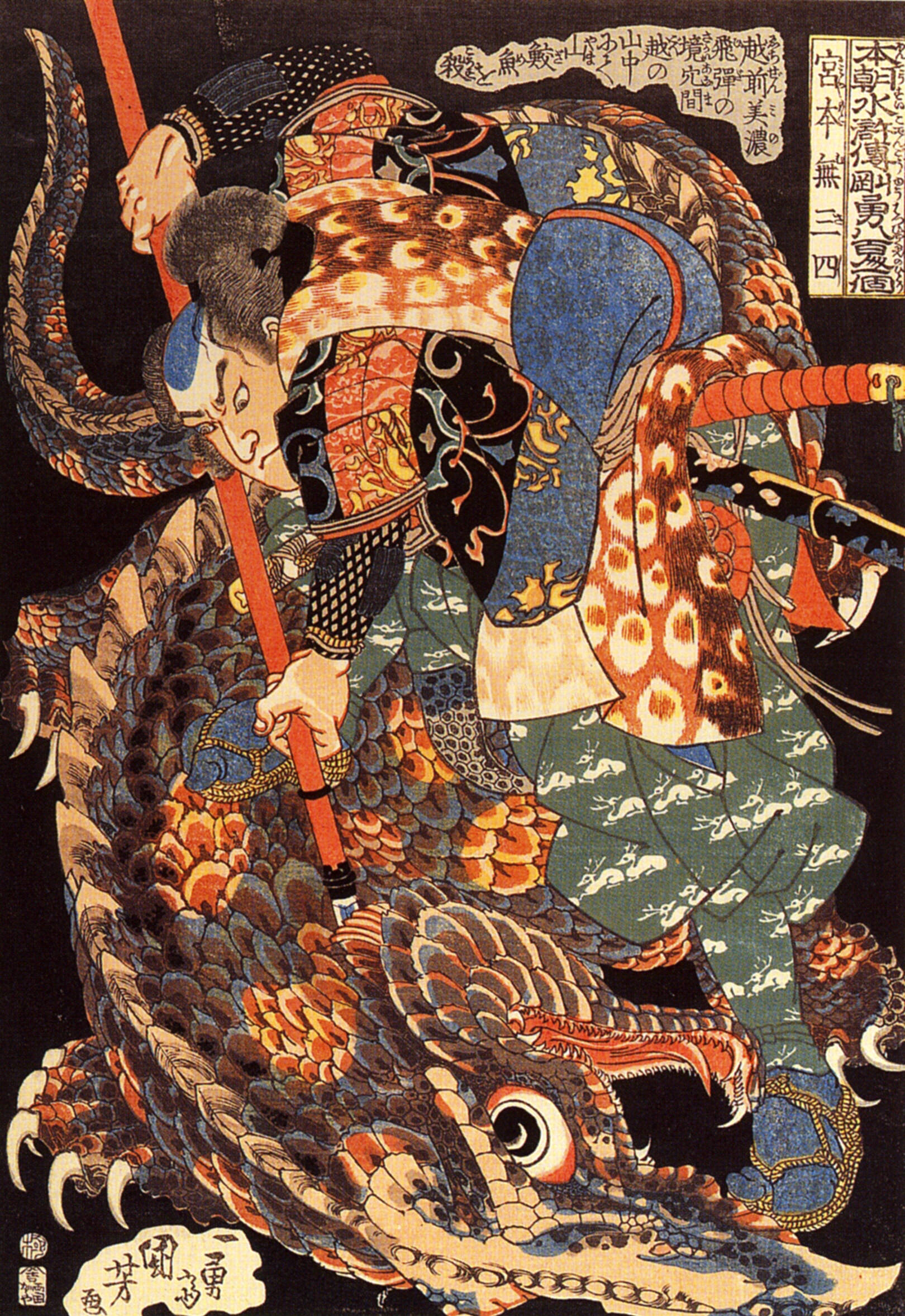
歌川国芳『本朝水滸伝剛勇八百人一個　宮本無三四』

## 芸能
江戸時代から語られていた剣豪が各地を武者修業していたという設定の作品群のなかで、山鮫退治の話は語られつづけていた。歌川国芳による浮世絵『本朝水滸伝剛勇八百人一個　宮本無三四』に描かれている山鮫魚（やまざめ）も、穴間越という美濃国・飛騨国・越前国のちょうど中間にあたる峠道で宮本武蔵が山鮫退治をするという『絵本二島英雄記』（1803年）にもある物語を画題にしている。
明治時代に入っても、『宮本左門之助武勇伝』をはじめとしたボール表紙本や児童向けの絵本で、宮本左門之助あるいは宮本武蔵が大きな鰐のような山鮫を退治する場面の絵が描かれているのを確認する事ができる。